# Сьерра-Морена
Сье́рра-Море́на (исп. Sierra Morena) — горы на юге плоскогорья Месета в южной части Испании. Протяжённость 400 км. Формирует водораздел между бассейнами рек Гвадалквивир и Гвадиана. Высшая точка — гора Баньюэлас (1332 м) в массиве Сьерра-Мадрона, южный склон хребта резко обрывается к Андалусской низменности. Другими известными пиками являются Коррал-де-Боррос 1312 м и Серро-де-ла-Эстрелла 1298 м.
Хребет сложен кристаллическими горными породами и образовался в результате поднятия, вызванного движением в северном направлении Африканской плиты. Имеются месторождения руд меди и марганца, ртути; пиритов, некоторые из которых разрабатываются с древних времён. Склоны Сьерра-Морены покрыты вечнозелёными кустарниковыми сообществами и широколиственными лесами (дуб, бук, каштан).
Само название Сьерра-Морена имеет легендарную репутацию в испанской культуре и традициях и находит своё отражение в мифах. Например, в историях о бандитах (Los bandidos de Sierra Morena), гигантской змее (El Saetón de Sierra Morena), ребёнке Маркусе, воспитанном волками, и других легендах. Эти горы также упоминаются в знаменитой мексиканской песне «Cielito Lindo» и в одной из самых известных традиционных испанских песен «Soy Minero» в интерпретации Антонио Молины.

## Сьерра-Морена в литературе
- Горы Сьерра-Морена является одним из мест действия в романе «Хитроумный идальго Дон Кихот Ламанчский» Мигеля Сервантеса[4].
- Романтические переживания на фоне испанской экзотики — в элегической новелле русского историка и писателя Н. М. Карамзина «Сиерра-Морена»[5][6].
- В горах Сьерра-Морена происходит большая часть действия романа Яна Потоцкого «Рукопись, найденная в Сарагосе»[7].
- Упоминается у Козьмы Пруткова в стихотворении «Желание быть испанцем».

## Описание
Сьерра-Морена простирается на 450 км в восточном направлении от верхнего течения реки Гуадалмена в Сьерра-дель-Релумбрар до северо-западной провинции Уэльва, простираясь до Португалии. Система является результатом поднятия, вызванного давлением движущейся на север Африканской плиты. Она состоит из твердых палеозойских пород, таких как гранит и кварцит, а также из более мягких материалов, таких как сланец и гнейс.
Её название, примерно означающее «тёмный хребет», скорее всего, происходит от тёмного цвета некоторых скал и растительности, населяющей хребты горной системы. В некоторых документах она также упоминается как Сьерра-Марианика.
Раньше это был пограничный район, вокруг была обширная дикая местность с небольшим населением, и данные горные перевалы были важны для сообщения между Андалусией и Центральной Испанией.
Пики хребтов в среднем не очень высоки, и фактически самая высокая точка Сьерра-Морены — самая низкая среди всех горных систем Пиренейского полуострова. Однако они очень постоянны по высоте, в среднем между 600 и 1300 м по всей горной системе. Поскольку они образуют южную окраину Центрального плато Иберии, то в большинстве мест северные районы Сьерра-Морены едва поднимаются над уровнем окружающего плато. Тем не менее, Сьерра-Морена выглядит как настоящая горная цепь, которую можно увидеть на юге Андалусской низменности, со впечатляющими южными склонами и ущельями. Расположенный в провинции Хаэн крутой каньон, образованный рекой Деспеньяперрос, с отвесными стенами высотой более 500 метров, является перевалом для пересечения Сьерра-Морены в Андалусии с севера полуострова.

## История
На перевалах Сьерра-Морены находятся ценные месторождения свинца, серебра, ртути и других металлов, некоторые из которых эксплуатировались с доисторических времен. Древние иберы использовали горные перевалы как проход между высоким плато на севере и бассейном Гвадалквивира.
Эти мрачные горы в прежние времена были известны тем, что их часто посещали бандиты и разбойники. Административное деление Nuevas Poblaciones de Andalucía y Sierra Morena было начато в 1767 году во время правления Карла III с целью заселения горной зоны. Как следствие область вокруг Ла-Каролины была заселена фермерами, которые включали в себя немецкие, швейцарские и фламандские семьи. Одной из целей деления было создание безопасных точек для остановки в пустынном регионе, которые будут находиться на разумном расстоянии друг от друга.
Известный всему миру «ребёнок, воспитанный волками» Маркос Родригес Пантоха родился в Аньоре, в центре Сьерра-Морены в том районе, который сейчас является природным парком Сьерра-де-Карденья-и-Монторо. Фильм «Среди волков» (англ. Entre lobos) кордовского режиссёра Херардо Оливареса был основан на реальной истории его жизни.
Гражданская война в Испании
Сьерра-Морена была важной точкой многих сражений и стычек на протяжении всей гражданской войны в Испании.
«Битва при Серро-Муриано», которая является частью наступления Кордовы в регионе в августе 1936 года, стала известна благодаря фотографии «Падающий солдат» (англ. The Falling Soldier) авторства Роберта Капа. Она представляла собой трагическую судьбу Испанской республики.
Битва при Вальсеквилло (также известная как «Битва при Пеньярройа») с участием эстремадуранской армии проходила чуть дальше на запад, в районе перевала на линии фронта эстремадуранцев в период с 5 января по 4 февраля 1939 года в конце конфликта.

## Экология
Сьерра-Морена является одним из последних мест обитания исчезающей иберийской рыси. Другие редкие животные региона включают в себя иберийского волка (в 2019 году он был объявлен исчезающим видом в рамках Инициативы по крупному хищнику в Европе), кабана, оленя, испанского имперского орла и беркута.
Колодцы и пруды во многих районах ареала обеспечивают среду обитания для находящегося под угрозой исчезновения иберийского ребристого тритона.
В 2015 году был снят документальный фильм на Национальном географическом канале с обзором некоторых видов дикой природы региона.